# Ferenc Toldy
Ferenc Toldy (10. srpna 1805, Budín, nyní Budapešť – 12. října 1875, Budapešť) byl maďarský literární historik a kritik nazývaný otcem maďarské literární historie. Společně s Mihálym Vörösmartym a Jószefem Bajzou patřil k nejvýznamnějším propagátorům romantických tendencí v maďarské literatuře.

## Život
Narodil se jako Franz Karl Joseph Schedel. Jeho rodiče byli sice Rakušané, ale Franz (Ferenc) získal vzdělání v maďarštině a roku 1847 přijal jméno Toldy, které používal jako pseudonym v začátcích své literární dráhy.

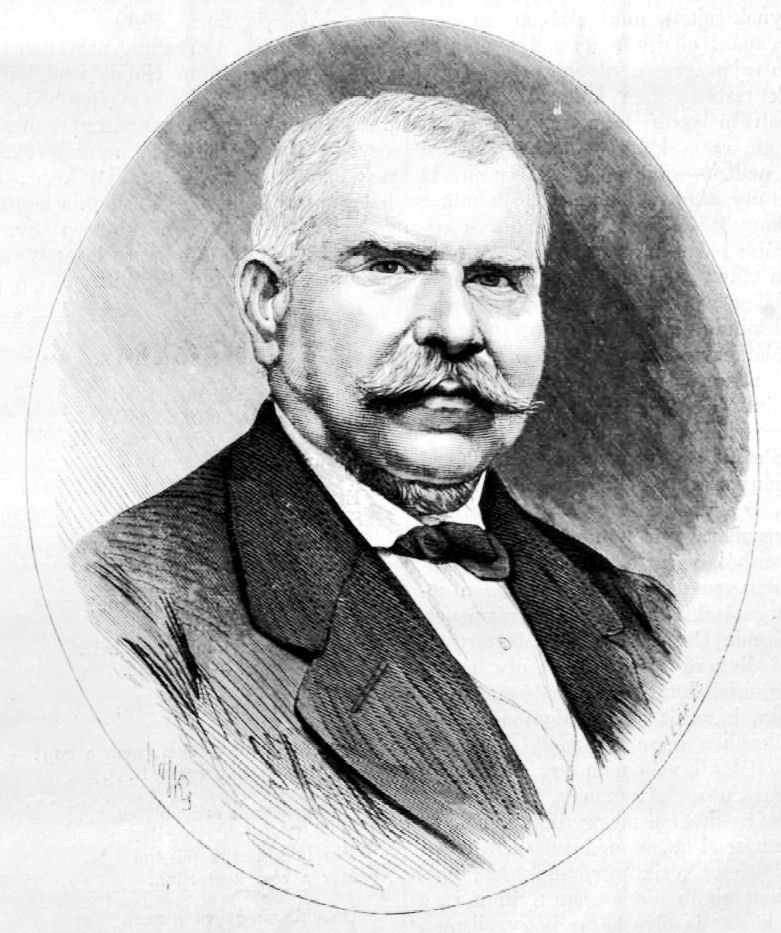
Ferenc Toldy roku 1875

Roku 1822 ukončil studium filosofie a roku 1827 medicíny na univerzitě v Pešti. Pracoval sice zpočátku jako lékař, ale brzy se začal zabývat především literaturou, o kterou se intenzivně zajímal již při studiích. Roku 1822 přeložil do maďarštiny Isokratovu řeč Paraenesis ad Demonicum. Stal se blízkým přítelem spisovatele Jószefa Bajzy. Ferenc Kazinczy mu zprostředkoval kontakt s Károlym Kisfaludym, s jehož almanachem Aurora spolupracoval.
Po ukončení studií cestoval po Evropě, navštívil Berlín, Londýn, Paříž i Prahu a udržoval písemné styky s Václavem Hankou. Po návratu do vlasti roku 1830 se stal členem Uherské akademie věd a roku 1835 jejím sekretářem. Roku 1836 se stal zakládajícím členem Kisfaludyho společnosti (Kisfaludy Társaság), což byla literární společnost v Pešti, pojmenovaná po Károlym Kisfaludym, která patřila k nejvýznamnějším literárním institucím v Uhrách. Společně s Bajzou a Vörösmartym redigoval do roku 1843 časopis Athenaeum. Přestože jeho hlavním zájmem byla literatura, vyučoval v letech 1833–1844 dietetiku na pešťské univerzitě. Roku 1843 byl jmenován ředitelem Univerzitní knihovny a v roce 1861 se stal profesorem maďarského jazyka a literatury na pešťské univerzitě. Od roku 1873 byl prezidentem Kisfaludyho společnosti.
Byl třikrát ženat a se svými manželkami měl sedm dětí. Jeho syn István Toldy (1844–1879) byl rovněž spisovatelem a další syn László Toldy (1846–1919) byl historikem a filosofem.
Toldy je zakladatelem maďarské vědecké literární historie a významným organizátorem maďarského literárního života. Literární historii chápal jako součást všeobecných kulturních dějin a zdůrazňoval historický základ literárního dění. Vycházel z romantické estetiky německého spisovatele Jeana Paula a svou propagací romantismu překročil hranice osvícenství. Správně zdůraznoval subjektivitu romantických děl, oceňoval velkou roli, kterou v nich hraje fantazie, a uctíval tvůrčí volnost génia.

## Výběrová bibliografie

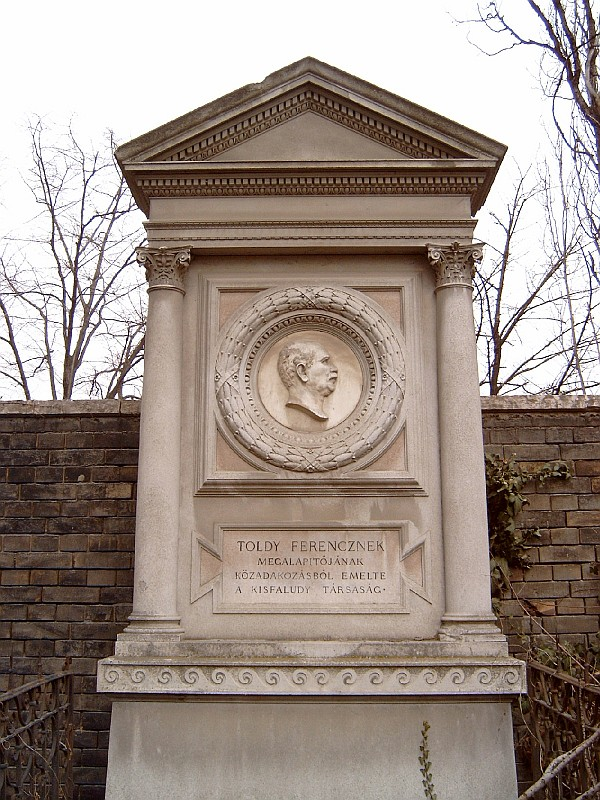
Toldyho hrob v Budapešti

- Handbuch der Ungarischen Poesie (1827–1828, Příručka maďarské poezie), německy, dva díly. Napsání příručky, která obsahovala maďarské ukázky s německými překlady, krátký přehled literatury a stručné biografe spisovatelů, bylo vedeno snahou o propagaci maďarské literatury v zahraničí.
- Aesthetikai Levelek Vörösmarty Mihály Epikus Munkáiról (1827, Estetické dopisy o epických dílech Mihálye Vörösmartyho).
- A magyar nemzeti irodalom története (1851, Dějiny maďarské národní literatury), dějiny jsou dovedeny do roku 1526.
- A magyar költészet története (1854, Dějiny maďarské poezie).
- A magyar nemzeti irodalom története a legrégibb időktől a jelen korig, rövid előadásban (1864–1865, Stručný nástin dějin maďarské národní literatury od nejstarších dob do současnosti), dva díly.
- A magyar költészet kézikönyve (1876, Příručka maďarské poezie), pět dílů.